# Verosvres
Verosvres település Franciaországban, Saône-et-Loire megyében. Lakosainak száma 430 fő (2022. január 1.). Verosvres Suin, Beaubery, Dompierre-les-Ormes, Montmelard, Ozolles, Sivignon és Trivy községekkel határos.

## Népesség
A település népessége az elmúlt években az alábbi módon változott:
| Lakosok száma | 446  | 449  | 507  | 448  | 457  | 447  | 438  | 432  | 430  |
|               | 2013 | 2015 | 2016 | 2017 | 2018 | 2019 | 2020 | 2021 | 2022 |